# Pierre Verger
Pierre Edouard Leopold Verger (Parijs, 4 november 1902 – Salvador, 11 februari 1996) was een Frans fotograaf en etnoloog. Hij is vooral bekend vanwege zijn foto's en studies van de Afrikaanse cultuur en religies. Dit zowel in Afrika zelf als bij de afstammelingen van Afrikaanse slaven in Latijns-Amerika. Hij is zelf in deze religies ingewijd, en ontving daarbij de religieuze naam Fátúmbi.

## Fotograaf
Toen Pierre Verger rond de 30 was, verloor hij zijn familie. Daarop besloot hij te gaan reizen en zijn leven te wijden aan de fotografie. Hierbij was hij vooral geïnteresseerd in de verschillende volken en hoe zij leefden. In 15 jaar bezocht hij vier continenten:
- 1933: Tahiti
- 1934 en 1937: Verenigde Staten, Japan et China
- 1935: Italië, Spanje, Algerije, Soedan, Mali, Niger, Opper-Volta (het huidige Burkina Faso), Togo en Dahomey (het huidige Benin)
- 1936: India
- 1937, 1939 en 1957: Mexico
- 1938: Filipijnen en Indochina
- 1939: Guatemala en Ecuador
- 1940: Senegal (als correspondent)
- 1941: Argentinië
- 1942 en 1946: Peru en Bolivia
- 1946: Brazilië

Hij maakte zijn foto's in het zwart-wit met een Rolleiflex-camera. Ze werden gepubliceerd in de tijdschriften Paris-Soir, Daily Mirror (onder de pseudoniem M. Lensman), Life en Paris Match.

## Fotograaf en etnoloog
In 1946 kwam hij aan in de Braziliaanse stad Salvador. Hij was zo onder indruk van de stad en haar bewoners dat hij besloot zich daar te vestigen. In deze periode raakte hij erin geïnteresseerd om niet alleen foto's van de mensen te maken, maar ook hun cultuur en achtergrond te bestuderen. Met name maakte hij studies van de Afrikaanse religies, en hoe de Afrikanen via de slavernij in Latijns-Amerika terecht waren gekomen.
Deze studies voeren hem naar Suriname (1948), Haïti (1949) en Cuba (1957). In 1949 wist hij in Ouidah beslag te leggen op brieven van de 19e-eeuwse slavenhandelaar José Francisco do Santos. Deze brieven gaven belangrijke informatie over de handel in slaven die clandestien naar Bahia vervoerd werden.
Naar aanleiding van zijn bestudering van de invloed van de cultuur van de Yoruba in Brazilië, werd hij ingewijd in de candomblé. Over deze religie zegt hij zelf:

De candomblé is voor mij erg interessant als religie van de verering van de persoonlijkheid. Hier kan men werkelijk zijn zoals men is, en niet zoals de maatschappij denkt dat de burger moet zijn. Voor personen die zich willen uitdrukken aan de hand van het onderbewuste is de trance een mogelijkheid die het onderbewustzijn heeft om zich te laten zien.

Tijdens een verblijf in Kétou in Benin bestudeerde hij de Ifa, een godheid van de Yoruba. Hier werd hij toegelaten tot de religieuze graad van babalawo. Hij ontving hierbij de religieuze naam Fátúmbi, wat zoveel betekent als "hij die wordt wedergeboren door Ifa."

## Erkenning
Zijn etnologische studies geven aanleiding tot verschillende artikelen in boeken en tijdschriften en conferenties. Ondanks dat hij op zijn zeventiende voortijdig de school verliet en daarna nooit meer een formele opleiding heeft gevolgd, verleent de Sorbonne hem in 1966 de doctorstitel. In 1973 werd hij professor aan de Universiteit van Bahia. Tevens werd hij gevraagd om het Afro-Braziliaanse museum van Salvador op te zetten. Verder was hij invited professor van de Universiteit van Ifé in Nigeria.
In Salvador institutionaliseert zijn werk in de Stichting Pierre Verger (Fundação Pierre Verger). Hier bewaart hij meer dan 63.000 foto's en negatieven, alsmede persoonlijke brieven en documenten. Deze stichting heeft nu een museum waar zijn werk te zien is.
Een grote eer was het, toen bij het carnaval van 1998, de sambaschool União da Ilha do Governador, de tekst die werd gezongen bij hun optocht aan hem wijdde. In datzelfde jaar werd de film Pierre Fatumbi Verger: Mensageiro Entre Dois Mundos ("Pierre Fátúmbi Verger: Boodschapper Tussen Twee Werelden") over zijn leven gemaakt.

## Publicaties
- Verger, P. (1954) Dieux D'Afrique. Parijs: Paul Hartmann
- Verger, P. (1951) "Notes sur le culte des orisha et vodou à Bahia de Tous les Saints au Brésil et à l'ancienne Côte des Esclaves" IFAN Memoire, nr. 51
- Verger, P. (1966) Le fort St Jean-Baptiste d'Ajuda, Porto Novo (Imprimerie nationale). Reeks: Mémoire de l'Institut de recherches appliquées du Dahomey, nr.1. (Gedigitaliseerd 2011): São João Baptista de Ajudá.
- Verger, P. (1985) Fluxo e Refluxo do tráfico de escravos entre o golfo de Benin e a Bahia de Todos os Santos. Salvador: Corrupio
- Verger, P. (1995) Ewé, o uso de plantas na sociedade ioruba. Salvador: Fundação Odebrecht en São Paulo: Companhia das Letras
- Verger, P. (1999) Notes sur le culte des orisha et vodou. São Paulo: EDUSP